# Vodní válec

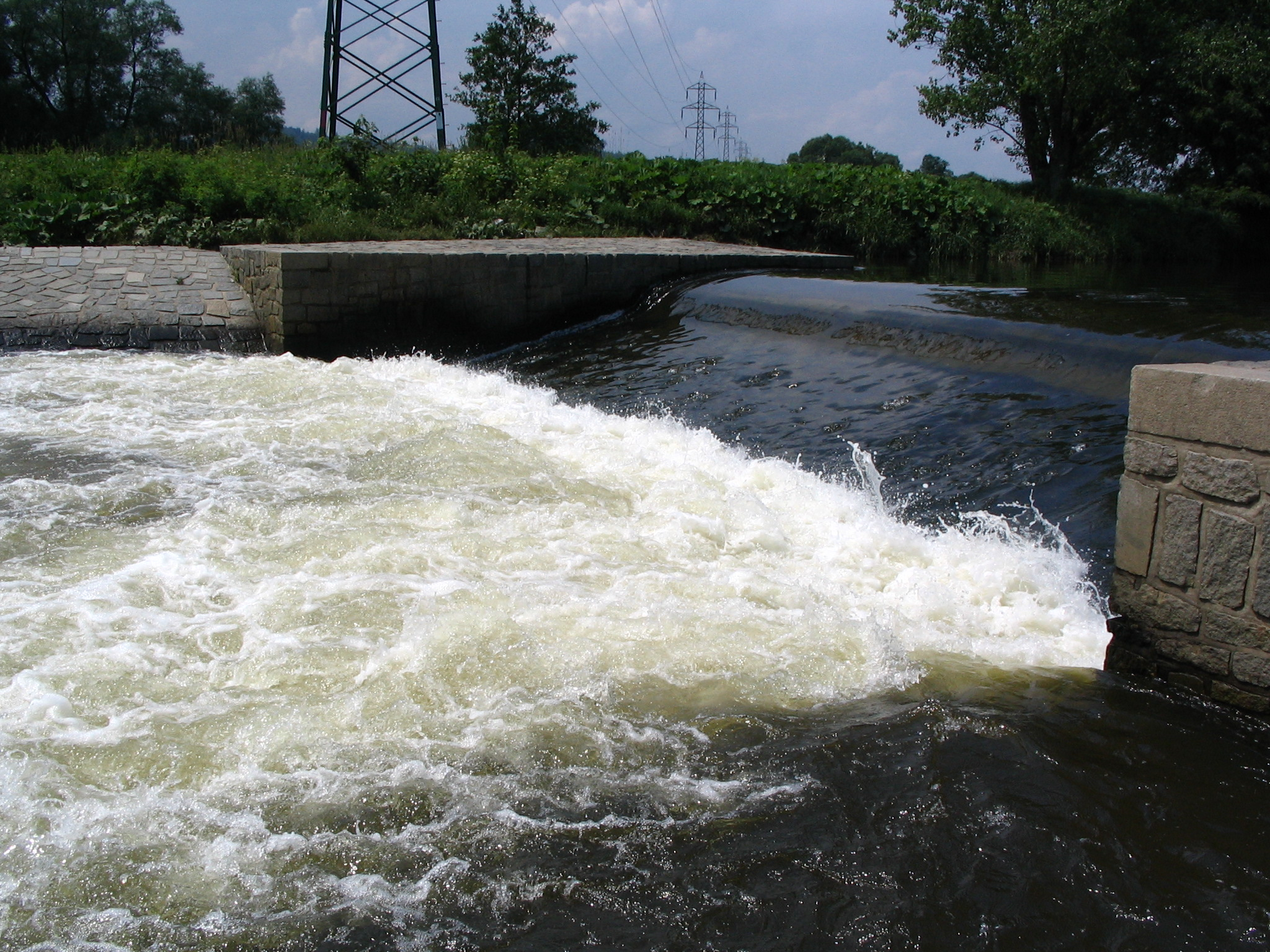
Válec pod jezem u Horažďovic na řece Otavě

Vodní válec je druh turbulentního proudění, které vzniká u překážky ve vodním toku, konkrétně oddálený, přilehlý nebo vzdutý vodní skok. Velmi nebezpečný může být válec pod jezem.
Účelem jezu je převést určitý průtok vody, ubrat jí část pohybové energie a současně zabránit podemílání jezu a podjezí. Pod jezem je prohlubeň (zvaná vana nebo vývařiště), která bývá většinou vybetonovaná nebo zavezená hrubým lomovým kamenem, která zvětšuje hloubku vody pod jezem a vynutí vznik vzdutého vodního skoku.
Za středního a vyššího vodního stavu hlavní proud vody teče po hraně jezu, bezprostředně pod jezem pak těsně podle dna. Pokud tento proud vody narazí během dalších několika metrů na další překážku, například pomalu odtékající vodu pod jezem nebo zvedající se dno, obrátí se směrem vzhůru, dosáhne hladiny a tam se rozdělí. Část vody odtéká po proudu, ale část se horem vrací i několik metrů proti proudu řeky zpět k jezu.

## Nebezpečí
Válec pod jezem se může stát smrtelnou pastí – nejčastěji pro vodáky sjíždějící jez a pro osoby koupající se pod jezem nebo nacházející se v jeho blízkosti. Voda pod jezem je plná vzduchových bublin (má nižší vztlak), takže se v ní obtížně plave. Hlavní proud stékající po hraně jezu strhává topícího se pod vodu. Zpětný proud válce zase znemožňuje odplavat pryč po hladině. Kromě utonutí hrozí i podchlazení a úraz nebo dokonce smrt utlučením. Ve válci může uvíznout nejen člověk, ale i sportovní plavidlo, které se zpravidla proudem vody z jezu převrátí. Jsou známé i případy, kdy ve válci uvízl raft, nepřevrátil se, ale posádka přesto nebyla schopná pádlováním překonat zpětný proud.

## Závislost na vodním stavu
Charakter proudění vody silně závisí nejen na tvaru překážky (spádové desky jezu), tvaru podjezí a výši hladiny pod překážkou, ale také na vodním stavu. Na řadě českých jezů za malé vody přes hranu neteče žádná nebo téměř žádná voda, a válec se tak nemůže vytvořit. Za střední vody se již válec vytvořit může, ale obvykle nemá ani zdaleka takovou sílu, aby ohrozil člověka. Řada vyhlášených nebezpečných jezů, vyzdobených pomníčky utonulých vodáků, proto je za středního vodního stavu sjízdná téměř bez jakéhokoli rizika. Nezbytná je pouze prohlídka jezu před sjížděním a schopnost správně odhadnout sílu proudění, obojí však může být problém u začínajících vodáků. Za vysokého vodního stavu bývají tyto jezy nesjízdné a nebezpečné a to i při malém rozdílu hladin nad a pod jezem. V případě extrémních povodní se mohou hladiny dokonce vyrovnat a válec pod jezem nevznikne.

## Záchrana z válce

### Záchrana s pomocí
Nemá smysl, aby pro tonoucího skočila do vývařiště další osoba, neboť by tonoucímu nepomohla a jen ohrozila sama sebe. Obvykle je záchrana z válce vedena ze břehu pomocí házečky, přivázaného záchranného kruhu nebo lana. Před hozením je nezbytné navázat s tonoucím vizuální kontakt. Pomoc může být poskytnuta z jiné lodi z prostoru pod jezem. V obou případech hrozí pád nebo vtažení zachránce do válce a proto by měl být vždy jištěn.
Pomoci může i shora poslaná přivázaná prázdná nafukovací loď. Je-li tonoucí blízko břehu, lze mu podat pádlo, delší tyč, žebřík a podobně.
Při vytahování tonoucího s pomocí zachránce bývá tažení ke břehu snazší než směrem po proudu, neboť není třeba bojovat se silou válce. Na druhou stranu je třeba předejít tomu, aby tonoucí byl vtažen pod přepadávající vodu, což může způsobit jeho opětovné tonutí a následné puštění házečky.
Je možné, že vodní válec tonoucího po nějaké době „pustí“ – pro tento případ je vhodné, aby zachránci vytvořili v řece pod jezem rojnici a tak mohli tonoucího zachytit a co nejdříve začít s oživováním.

### Sebezáchrana
Pokud tonoucí nemůže spoléhat na pomoc jiné osoby, musí se pokusit o záchranu vlastními silami.
V případě silných válců se nedoporučuje plavat po hladině směrem od jezu a pokoušet se překonat sílu zpětného proudu.
Doporučuje se plavat válcem napříč (zhruba v polovině vzdálenosti mezi přepadem jezu a koncem vývaru) směrem k některému břehu, kde válec obvykle nemá takovou sílu, a také případná záchrana ze břehu je blíže. Případně najít slabé místo válce (válec může cyklicky „pulsovat“ – měnit tvar).
Spornou možností je pokus podplavat válec podle dna (někdy je možné si pomoci odrazem nohama od konstrukce jezu). Pravděpodobnost úspěchu je silně závislá na konkrétní situaci, stavu vody, jezu a podjezí. Velkým rizikem tohoto způsobu záchrany je možnost dezorientace, úrazu nebo zachycení o předmět pod vodou (kámen, traverza a podobně). Nepříjemná je i nutnost opustit ve válci uvězněné plavidlo. Vodák si tak v případě neúspěchu velmi komplikuje jiné možnosti záchrany.
Není vhodné zbavovat se ve válci plovací vesty. Vesta chrání před utlučením a do jisté míry před prochladnutím. Pokud tonoucí upadne do bezvědomí, často se stane, že jej jez po nějaké době „pustí“; pokud má nasazenou vestu, je mnohem pravděpodobnější, že bude včas nalezen a zachráněn.

## Umělý vodní válec
Vodní válce ovšem mohou být vytvořeny člověkem zcela cíleně, například při stavbě umělých závodních tratí pro účely závodů ve sportovní disciplíně kanoistika na divoké vodě (olympijský sport).